# ボブ・フィッシモンズ
ボブ・フィッシモンズ（Bob Fitzsimmons、1863年5月26日 - 1917年10月22日）は、イギリスの元男子プロボクサー。本名はロバート・ジェームス・フィッシモンズ（Robert James Fitzsimmons）。世界ミドル級、ライトヘビー級、ヘビー級の3階級で王座を獲得した、史上初の3階級制覇王者。
全身に広がっていたそばかすから「ルビー」のニックネームが付けられた。

## 来歴

### オセアニア時代
1863年5月26日、イギリスのコーンウォール州、ヘルストンで産まれると9歳の時に家族と共にニュージーランドへ移住した。カンタベリー地方のティマルという町に居を構えると、そこで兄ジャレットの鍛冶屋で鍛冶職人になった。
1880年から1881年の間にジェム・メイストーナメントという大会の優勝者になった。81年後半にはプロボクサーになっているらしく、記録によればハーバート・スレイドという選手を2RKOしたとされるが、ファイトマネーを受け取ったかは定かではない。フィッシモンズはそこで6試合（内、2試合はベアナックル）行い、5勝1敗の戦績を残したが、これらの試合で報酬を受け取ったかも記録では定かではない。
公式な記録によれば1883年からフィッシモンズはオーストラリアでプロボクサーとして活動したことになっている。初戦をジム・クロウフォードという選手に3RKO勝ちで飾っている。28試合をオーストラリアで行った。1890年2月10日にオーストラリア国内ミドル級王座に挑戦し失敗した（噂では八百長試合だといわれている）。その後にエドワード・ロリンスに9RKO勝ちした。この時点でフィッシモンズは古豪ジェム・メイス（ベアナックル時代の元世界ヘビー級王者）の技術と鍛冶職人時代に培ったパワーを生かし、大振りのパンチを主体とするスタイルが主流だった当時において、近距離でジャブを主体とするという革新的なスタイルを確立していた。1890年3月1日のプロフェッサー・ウェスト戦を最後にアメリカを主戦場に移した。

### ミドル級王座獲得
同年、アメリカで4戦3勝1分けの戦績を残すと、翌1891年1月14日、ニューオーリンズでジャック・デンプシー（ヘビー級王者のジャック・デンプシーとは無関係）の持つ世界ミドル級王座に挑戦し、13RTKO勝ちを収めて新王者になった。この試合でフィッシモンズはデンプシーを13度ダウンさせ、ノックアウトした後、デンプシーを自分でコーナーまで運んだ。7月22日にジム・ホールと対戦するが、数度ダウンを奪った時点で警察が介入したため、試合が中止になった。その後、ホールと再戦するまでの2年間をノンタイトル戦やエキシビションに費やした。そして1893年3月8日にホールは再戦。当初は世界ミドル級タイトルマッチとして行なわれるはずだったが、両者共にウェイトリミットを越えていたため、ノンタイトル戦となった。この試合はフィッシモンズがホールを4RKOで下し防衛した。1894年9月26日、ダン・クリードンを相手に2度目の防衛に成功すると、ヘビー級の選手を相手に戦い始めた。

### ヘビー級王座獲得
1896年2月21日にメキシコでピーター・マッハーの持つ世界ヘビー級王座に挑戦し、1RKO勝ちで王座を奪取。次戦でトム・シャーキーをノックアウトするも、レフェリーのワイアット・アープにダウンしたシャーキーを殴ったとされ敗北を宣告された。翌年3月17日、ジェームス・J・コーベットの持つ世界ヘビー級王座に挑戦。14RKOで下すと再び王者に返り咲いた。1899年6月9日にジェームス・J・ジェフリーズを相手に防衛戦を行うが11RKO負けを喫して王座から陥落した。
1898年に初代世界王者のジョン・L・サリバンとニューヨークで試合を行う予定だったが、ニューヨーク市がボクシングを禁止したためこの試合は実現しなかった。

### ライトヘビー級王座獲得
1903年9月30日、対戦相手のコン・コーリンが試合後に死去。しかし、その後ジョー・グリム戦を挟んで2か月もたたないうちにジョージ・ガーディナーの持つ世界ライトヘビー級王座に挑戦し20R判定勝ちで新王者になった。1905年12月20日にフィラデルフィア・ジャック・オービリーンを相手に防衛戦を行う。オービリーンとは1904年7月23日に戦ったばかりだがこの時はノーコンテストに終わっていた。初防衛は13RTKO負けで失敗に終わった。その後、1907年7月17日に復帰戦を行い、後に世界ヘビー級王者になるジャック・ジョンソンと対戦するが、2RKO負けに終わった。ジム・ポール戦を挟んで1909年12月27日にビル・ラングの持つオーストラリアヘビー級王座に挑戦するがこれも12RKO負けに終わった。

### 引退
5年後の1914年1月29日に再びボクシングに復帰し、ボブ・ケーオー・シーニーと対戦。ノーコンテストに終わるものの、この試合は史上初めてビデオフィルムに収められたボクシングの試合だといわれている。同年2月20日のジャーシー・ベリュー戦を最後に2度とリングに上がることはなかった。1917年10月22日、アメリカのシカゴで肺炎のため死去。ミドル級出身者による世界ヘビー級王座獲得は106年後のロイ・ジョーンズ・ジュニアまで誰も成功しなかった。

## 戦績
- プロボクシング: 82戦 51勝 44KO 8敗 5分 18無効試合 （記録のあるもののみ。フィッシモンズ自身によれば合計350試合以上行なったといっている。）